# ダージュ オブ ケルベロス ロスト エピソード ファイナルファンタジーVII
ダージュ オブ ケルベロス ロスト エピソード -ファイナルファンタジーVII-（ダージュ オブ ケルベロス ロスト エピソード ファイナルファンタジーセブン、DIRGE of CERBERUS LOST EPISODE -FINAL FANTASY VII-、略称: DCLE FFVII、DCLE FF7）は、スクウェア・エニックスから配信される携帯電話用ゲームである。ファイナルファンタジーVIIのスピンオフ作品のひとつである。
対応機種はNTTDoCoMo、FOMA P903i、P903iX、P904i、N904iで、P903iとP903iX HIGH-SPEEDにはプレインストールされた。

## 概要
2006年、コンピューターゲーム関連見本市E3で、同年夏から北米で配信されることが発表された。北米で携帯電話事業を行うベライゾン・コミュニケーションズとアンプドモバイルの機種で配信された。当初は日本での配信は未定とされたが、2006年9月、日本でもNTTドコモのFOMA 903iシリーズで配信されることが発表された。
2006年11月1日、プレインストール済みのP903iが発売。プレインストール版は音声が一部省略され、シナリオは途中までしかない。同年11月6日、フルボイスと追加シナリオのある「完全版」への無料アップグレードが可能になった。2007年7月25日にはP904i、N904i向けに配信が開始された。

## ストーリー
WRO（世界再生機構）本部からニブルヘイムに向かうまで（『DCFFVII』の4章から5章）、ヴィンセントがDG（ディープグラウンド、ソルジャーの研究施設）と戦いながら目的地を目指す。

## スタッフ
- プロデューサー - 北瀬佳範
- キャラクターデザイン - 野村哲也